# پدربزرگ (فیلم ۱۳۶۴)
پدربزرگ فیلمی به کارگردانی و نویسندگی مجید قاری‌زاده محصول سال ۱۳۶۴ است.

## خلاصه داستان
حسین عطاردی با همسرش، فخری و پسرش، در خانهٔ قدیمی پدر زندگی می‌کند. او و همسرش کارمند بانک اند. فخری با تهیهٔ وام مسکن به اصرار به حسین می‌قبولاند که خانهٔ پدری را بفروشند و در یک مجتمع آپارتمانی، در حومهٔ شهر ساکن شوند. پدربزرگ مخالف است. آن‌ها به منظور فروش خانه، پدربزرگ را به آسایشگاه سالمندان می‌سپارند. محمد، فرزند خانواده، که به پدربزرگ علاقه‌مند است، او را در آسایشگاه می‌یابد و به دیدارش می‌رود. حسین با دیدن رفتار پسربچه پشیمان می‌شود و به رغم تصمیم همسرش درخانهٔ قدیمی پدر می‌ماند. فخری نیز به خانه و زندگی بازمی‌گردد.

## بازیگران
- جمشید مشایخی
- جهانگیر الماسی
- آهو خردمند
- حسین کسبیان
- بهزاد رحیم خانی
- رامتین دانش
- مهری ودادیان
- خیرالله تفرشی آزاد
- زهره امیری
- رضا بنفشه خواه